# ملک احمدخان بیرانوند
ملک احمدخان بیرانوند شناخته شده با نام مَلکَمِه یکی از خان‌های لرستان و رئیس ایل بیرانوند بود. وی در جنگ ایران با عثمانی سمت امیرتومانی لشکر ایران را بر عهده داشت.

## زندگی
ملک احمدخان بیرانوند فرزند ارشد مرادخان و نوهٔ دختری کریم‌خان زند بود. وی در جریان رقابت‌های طایفه‌ای توسط مخالفانش که افرادی از چند ایل لُر برستان و یک ایل عرب خوزستان فریب داده شد و به قتل رسید. برادران ملک احمدخان توانستند با دریافت حکمی از دربار قاجار قاتلان وی را مجازات کنند. همچنین بر روی قبر وی یادمانی بنا نهاده شد. 

## طاق ملک احمدخان بیرانوند
مقبرۀ ملک احمدخان بیرانوند معروف به طاق مَلکَمهِ یا طاق ملک احمدخان مرادی به شکل چهارطاقی، در محوطه‌ای باستانی در ۸۰۰ متری شمال غربی محوطهٔ گرقلعه به سر و در فاصله ۳ کیلومتری جنوب جادۀ دشت عباس به آبدانان در نزدیکی روستای مولاب قرار دارد. ارتفاع این محوطه از سطح آب‌های آزاد ۳۹۸ متر و با عرض شمالی ۳۲ درجه و ۴۱ دقیقه و طول شرقی ۴۷ درجه و ۴۴ دقیقه است. نام این مکان از نام ملک احمدخان مرادی بیرانوند برگرفته شده است. سقف این طاق به‌شکل گنبدی است. طول و عرض کلی آرامگاه ۴متر در ۴ متر است. ابعاد این بنای یادبود ۷۰ تا ۱۰۰ متر و ارتفاع آن ۱/۵ تا ۲ متر است. در ورودی آن ۶۰ سانتی‌متر عرض و ۱/۵متر ارتفاع دارد. کل ارتفاع آرامگاه ۳ متر است. در میان سقف گنبدی آن حفره‌ای برای خروج هوا تعبیه شده که هر یک دارای پنجره‌ای مثلثی در جهت‌های شرقی-غربی و جنوبی در زیر گنبد است. اضلاع این پنجره‌های مثلثی هر یک ۳۰ سانتی‌متر است.

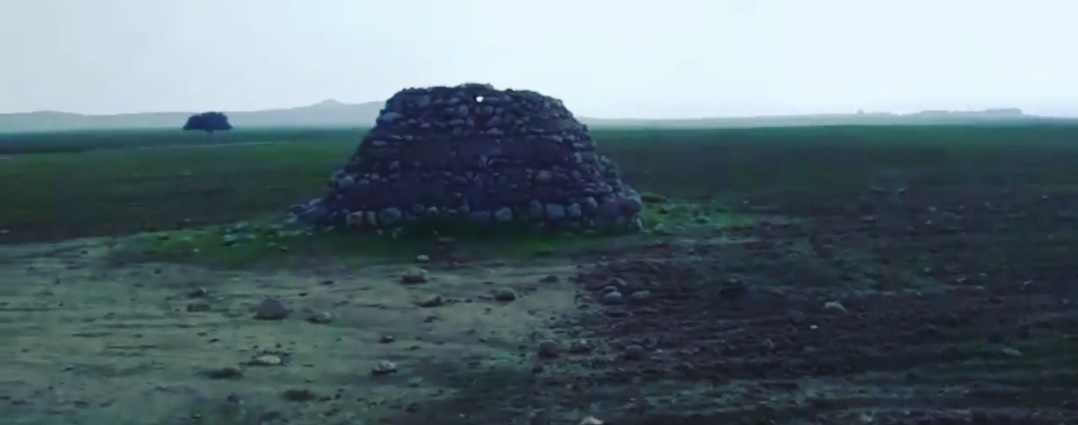
طاق ملک احمدخان بیرانوند ریس ایل بزرگ بیرانوند و امیرتومان فوج ایل بیرانوند

طاق ملک احمدخان در گذشته توسط افرادی ناشناس تخریب شده است، اما دولت وقت حکم به ساخت مجدد آن داده است. این بنای یادبود در فهرست میراث فرهنگی ایران به ثبت رسیده و سازمان میراث فرهنگی، گردشگری و صنایع دستی اقدامات مرمتی بر روی آن انجام داده است. ادعا می‌شود که سنگ قبر ملک احمدخان و شمشیر وی در جریان تخریب این سنا به سرقت رفته است.

### خاطرات لیارد از ملک احمد خان
آستن هنری لایارد در کتاب سفرنامه لیارد دربارۀ دیدار خود با والی پشت‌کوه می‌نویسد: 
به من گفتند والی برای مراسم عقد دختر ملک احمدخان ریس ایلات ولایت لرستان برای پسرش به کیوره رفته. راهی شدیم. وقتی به آنجا رسیدیم برای دیدار با خوانین مذکور از سه نوع نگهبان بایستی عبور می‌کردیم. اول فراش‌باشیان دم در بودند که گویا اجرای حکم برای خان انجام می‌دادند. بعد از آن از یک‌سری افراد تا دندان مسلح باید می‌گذشتیم که نزدیک سیصد تن بودند (معروف به قیطول). بعداز گذشتن از آنان نگهبانان داخلی بودند که از آن‌ها گذشتیم. والی پشت‌کوه و ملک احمدخان بیرانوند شان‌به‌شان هم نشسته بودند. کسی اجازه نداشت نزدیک این دو تن بنشیند. احمدخان با سلامی سرد ما را راهنمایی کرد پایین قالی زیبا روی یک نمد بنشینم. اما ابوالحسن‌خان را دستور داد بالاتر از من بنشیند. ملک احمدخان رو به من کرد و چند سؤال در مورد کشتی‌های انگلیسی در آب‌های ایران پرسید. من گفتم که اینان برای تجارت است. اگر دولت و بزرگان ایران اجازه دهند برای رونق تجارت است. ظاهراً مورد قبول ملک احمدخان واقع نشد و برافروخته شد، گفت این جاسوس انگلیس است. چهره‌اش با خشم زایدالوصف بسیار ترسناک و ترس بر دل هر جنبنده‌ای یا انسانی می‌انداخت. محمدتقی‌خان و شفیع‌خان رؤسای ایلات بختیاری که همراه من بودند، کاملاً ملک احمدخان را می‌شناختند. در گوش من گفتند ملک احمدخان مردی تندخو و شدیدالعمل است. در سرتاسر ایران به بی‌باکی، جسارت و قساوت قلب شهرت دارد. چون اینان در گوش من زمرمه می‌کردند چشمانم به ملک احمدخان خیره بود. دیدم از جای برخاست، شمشیر از نیام برکشید، آن را با گستاخی تمام رو به ایلخان بختیاری گرفت. همین امر منجر شد من آمادۀ دفاع از خود شوم. همین‌که شمشیر به طرف ما بود با خشمی زایدالوصف گفت این به طور قطع یقین جاسوس انگلیس است و منجر به بدبختی و فلاکت ایلخان بختیاری خواهد شد. یک لحظه جمع را سکوتی فراگرفت. من از این برخورد و گستاخی ملک احمدخان بسیار ناراحت شدم. اما والی که انسان رئوف‌تری بود مرا به جایی کشاند و از نوع رفتار ملک احمدخان با من عذر تقصیر خواست.